# Dirhinus banksi
Dirhinus banksi is een vliesvleugelig insect uit de familie bronswespen (Chalcididae). De wetenschappelijke naam is voor het eerst geldig gepubliceerd in 1923 door Rohwer.